# János Gyurka
János Gyurka, madžarski rokometaš, * 1962.
Leta 1988 je na poletnih olimpijskih igrah v Seulu v sestavi madžarske rokometne reprezentance osvojil 4. mesto.